# Lonicera periclymenum
Madressilva ou madressilva-das-boticas são as plantas da espécie Lonicera periclymenum, gênero botânico Lonicera, da família das Caprifoliaceae.
É uma planta de folhas decíduas, trepadeira, na forma de arbusto, que pode crescer até dez metros de altura. É nativa da Europa, podendo ser encontrada ao norte como na Noruega e Suécia. Suas folhas são opostas e simples, com a forma de elipses lanceoladas. A inflorescência é capituloforme pedunculada com forma de trombeta. As flores são hermafroditas, zigomorfas, pentâmeras, de coloração creme ou branco-amareladas, com odor doce e agradável. Seus frutos são bagas de coloração roxa. Sua polinização é feita pelas abelhas e traças (PE) ou mariposas (PB).
O seu habitat é em sebes, margens dos campos e matas.
A madressilva é muito apreciada como planta ornamental, devido a suas bonitas e aromáticas flores.
É usada pelas borboletas para pôr seus ovos.
É utilizada na medicina para combater as anginas, a colibacilose e a tosse. Tem propriedades adstringentes, anti-sépticas, detersivas, diuréticas e sudoríficas.